# Rollin' on a river (album)
Rollin' on a river is een muziekalbum van Piet Veerman uit 1975. Het is het debuutalbum als solozanger van de leadzanger van The Cats en kwam uit in een tijd dat de band had besloten geen optredens meer te geven. De nummers Rollin' on a river en Living to love you kwamen ook uit op single.
Het album werd geproduceerd door John Möring en niet door de Cats-producer Klaas Leyen, om te voorkomen dat de plaat te veel naar The Cats zou klinken. De enige andere Volendammer die op de elpee is te horen is, is Evert Veerman (Jash) die meespeelt in het nummer Please come to Boston.
Platenmaatschappij EMI gaf in deze tijd alle Cats de kans om eigen muziek uit te brengen, waar later ook Cees Veerman en Jaap Schilder op ingingen. Piet Veerman vertelde later over deze elpee: "Achteraf was de zet om een soloplaat op te nemen best link, het had zomaar het einde kunnen betekenen voor The Cats. De overige Catsleden waren daar wel bang voor, heb ik mij weleens laten vertellen."
Onder de naam Three of a kind werd het album in 1977  nogmaals uitgebracht, samen met de soloalbums van Cees Veerman (Another side of me, 1976) en Jaap Schilder (Stay ashore, 1976).
In 1976 verschenen Rollin' on a river en Living to love you op een single en na de tweede breuk van The Cats in 1980 ook nog de nummers Blue bayou en Rocky Mountain sweet.

## Nummers
De duur van de nummers is ontleend aan een hernieuwde uitgave op cd uit 1991 en kan van de lp afwijken.
| Nummer                                                                                              | Naam                        | Geschreven door                | Duur | Opmerkingen                                         |
| --------------------------------------------------------------------------------------------------- | --------------------------- | ------------------------------ | ---- | --------------------------------------------------- |
| A1                                                                                                  | Rollin' on a river          | Piet Veerman en Nail Che       | 5:44 |                                                     |
| A2                                                                                                  | Yesterday                   | Piet Veerman en Nail Che       | 5:18 |                                                     |
| A3                                                                                                  | You can lay my mind at rest | Digby Richards                 | 3:36 |                                                     |
| A4                                                                                                  | Lonely people               | Piet Veerman                   | 6:15 |                                                     |
| A5                                                                                                  | Blue bayou                  | Roy Orbison en Joe Melson      | 3:51 |                                                     |
| A6                                                                                                  | Rocky Mountain sweet        | John Denver                    | 2:59 |                                                     |
| B1                                                                                                  | Living to love you          | Piet Veerman en Nail Che       | 5:51 |                                                     |
| B2                                                                                                  | Maria                       | Joe Mcdonald                   | 4:05 |                                                     |
| B3                                                                                                  | Mexican divorce             | Burt Bacharach en Bob Hilliard | 2:55 |                                                     |
| B4                                                                                                  | Please come to Boston       | Dave Loggins                   | 4:08 |                                                     |
| B5                                                                                                  | Third rate romance          | Russell Smith                  | 3:37 |                                                     |
| B6                                                                                                  | Town's fair                 | Piet Veerman                   | 3:25 |                                                     |
| Later zijn er van dit albums opnieuw versies op cd uitgebracht waarop de volgende bonustrack staat: |                             |                                |      |                                                     |
| 13.                                                                                                 | You needed me               | Ann Murray                     | 3:23 | Variatie door wijziging in: "You knew I needed you" |